# 黃梅郡
黃梅郡（越南语：／）是越南首都河内市下辖的一个郡。面积41.04平方公里，2018年总人口411500人。

## 地理
黄梅郡东接嘉林县，东北接龙编郡，西和南接青池县，北接二征夫人郡，西北接青春郡。

## 历史
2003年11月6日，以青池县定功社、大金社、泓烈社、盛烈社、青池社、永绥社、岭南社、陈富社、安所社9社和四协社部分区域、二征夫人郡枚洞坊、湘梅坊、新梅坊、甲八坊和黄文树坊5坊析置黄梅郡；泓烈社和四协社部分区域合并为泓烈坊，安所社和四协社部分区域合并为安所坊，永绥社改制为永兴坊， 定功社改制为定功坊，大金社改制为大金坊，盛烈社改制为盛烈坊，青池社改制为青池坊，岭南社改制为岭南坊，陈富社改制为陈富坊。

## 行政區劃
黃梅郡下轄14坊，郡人民委员会位于盛烈坊。
- 大金坊（Phường Đại Kim）
- 定功坊（Phường Định Công）
- 甲八坊（Phường Giáp Bát）
- 泓烈坊（Phường Hoàng Liệt）
- 黃文樹坊（Phường Hoàng Văn Thụ）
- 嶺南坊（Phường Lĩnh Nam）
- 枚洞坊（Phường Mai Động）
- 新梅坊（Phường Tân Mai）
- 青池坊（Phường Thanh Trì）
- 盛烈坊（Phường Thịnh Liệt）
- 陳富坊（Phường Trần Phú）
- 湘梅坊（Phường Tương Mai）
- 永興坊（Phường Vĩnh Hưng）
- 安所坊（Phường Yên Sở）

## 交通
- 越南鐵路南北線
  - 甲八站